# Ibis de Davison
Pseudibis davisoni
Espèce
Statut de conservation UICN

 CR A3cd+4cd : 
En danger critique
Répartition géographique
L’Ibis de Davison (Pseudibis davisoni), également appelé ibis à tache blanche ou ibis noir oriental, est une espèce d’oiseaux de la famille des Threskiornithidae.

## Nomenclature
Le nom vernaculaire rend hommage à l'ornithologue britannique William Ruxton Davison.

## Description
Cet oiseau mesure de  75 à 85 cm de long. Il a un plumage foncé, avec un collier pâle distinctif, d'un beige clair aux tons bleuâtres sur la nuque. La tête est chauve et noire, les pattes sont rouges. La marque blanchâtre qui orne son épaule, cachée quand l'aile est repliée, a donné à l'espèce son nom anglais de White-shouldered ibis, Ibis à épaule blanche quelquefois francisé en Ibis à tache blanche. On retrouve également l'appellation Ibis noir oriental.

## Répartition et habitat
Cet oiseau vit au Cambodge, dans le sud du Vietnam, extrême sud du Laos et dans le Kalimantan oriental en Indonésie.
Il vit près des étendues d'eau, les lacs, les marais et les rivières des forêts dégagées. Il habite également les prairies peu boisées, sèches ou humides et les grands fleuves avec des bancs de sable et de gravier.

## Menaces et protection
En raison de la petite taille de la population et de la perte incessante de son habitat, par la coupe des forêts et le drainage des marécages pour l'agriculture, l’Ibis de Davison est considéré comme en en danger critique d'extinction (CR) sur la liste rouge de l'UICN. La population mondiale était estimée par l'UICN à 249 individus adultes, mais un comptage en 2009 a recensé 310, un effectif record pour l'espèce.